# Robert Schapire
Robert Elias Schapire est professeur et chercheur en informatique. Il est professeur à l'université de Princeton, puis passe chez Microsoft. Son travail est centré autour de l'apprentissage automatique. Il est connu pour son travail avec Yoav Freund sur l'algorithme Adaboost qui leur vaut le prix Gödel en 2003, et le Prix Paris Kanellakis en 2004.

## Biographie
Ronald Rivest est son directeur de thèse.
Il est élu à l'académie nationale d'ingénierie des États-Unis en 2014.

## Travaux
Son travail est centré autour de l'apprentissage automatique. Il est connu pour son travail avec Yoav Freund sur l'algorithme Adaboost qui leur a valu le prix Gödel en 2003, et le Prix Paris Kanellakis en 2004.